# Isarwerk 3
Das Isarwerk 3 ist ein Laufwasserkraftwerk an der Isar. Das Krafthaus ist seit 2025 ein eingetragenes Baudenkmal unter der Akten-Nr.: D-1-62-000-11258.

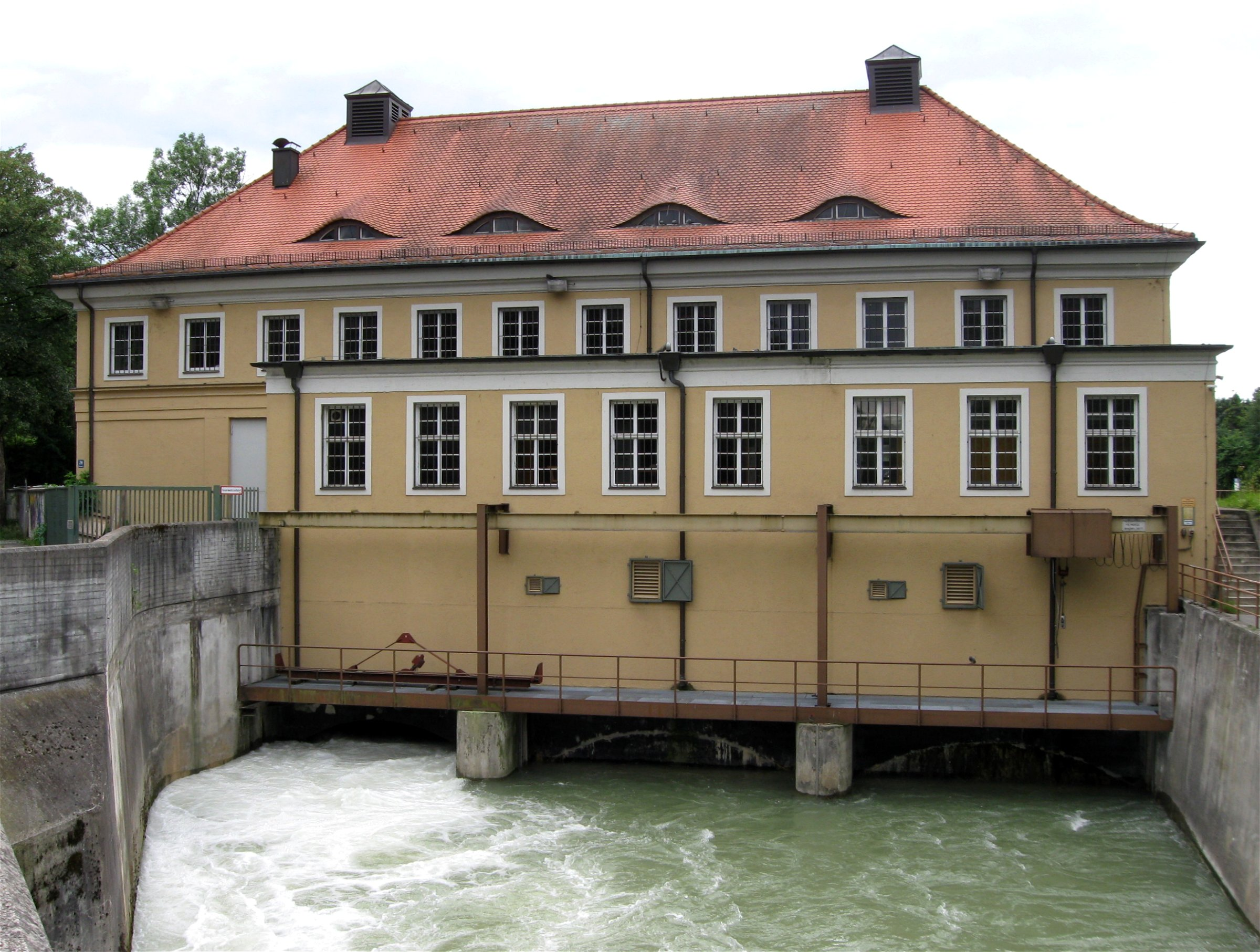
Nordseite

Das von 1921 bis 1923 erbaute und von 1977 bis 1978 erneuerte Kraftwerk liegt an der Braunauer Eisenbahnbrücke südlich der Münchner Innenstadt. Die Leistung des Kraftwerks von 3,3 Megawatt wird durch zwei je 1.650 kW leistende Kaplan-Rohrturbinen erbracht. Betreiber des Kraftwerks sind die Stadtwerke München.
Das Kraftwerk liegt nicht direkt an der Isar, sondern wird von einem bei Buchenhain ausgeleiteten etwa 12 km langen Isar-Werkkanal mit Wasser versorgt. Ein großer Teil des Wassers fließt direkt hinter dem Kraftwerk wieder in die Isar, ein kleiner Teil läuft westlich an ihm vorbei, treibt die Stadtbachstufe an, unterquert die Ehrengutstraße und durchquert die Rodenstock-Wohnanlage als Westermühlbach und speist die Münchner Stadtbäche.